# Ichthyosauridae
Famille
Genres de rang inférieur
- Ichthyosaurus
- Malawania

Les Ichthyosauridae sont une famille éteinte de l'ordre des Ichthyosauria créée par Charles-Lucien Bonaparte en 1841 pour accueillir l'espèce Ichthyosaurus communis. Ceux-ci vivaient du Trias supérieur jusqu'au Jurassique inférieur en Europe. Le genre Ichthyosaurus a été seul dans cette famille jusqu'en 2013, où Fischer et al. découvrirent un nouvel animal : Malawania anachronus. Bien que Malawania vivait au Crétacé inférieur, celui-ci a tout de même été classé parmi les Ichthyosauridae.